# Ceràmica lacònia

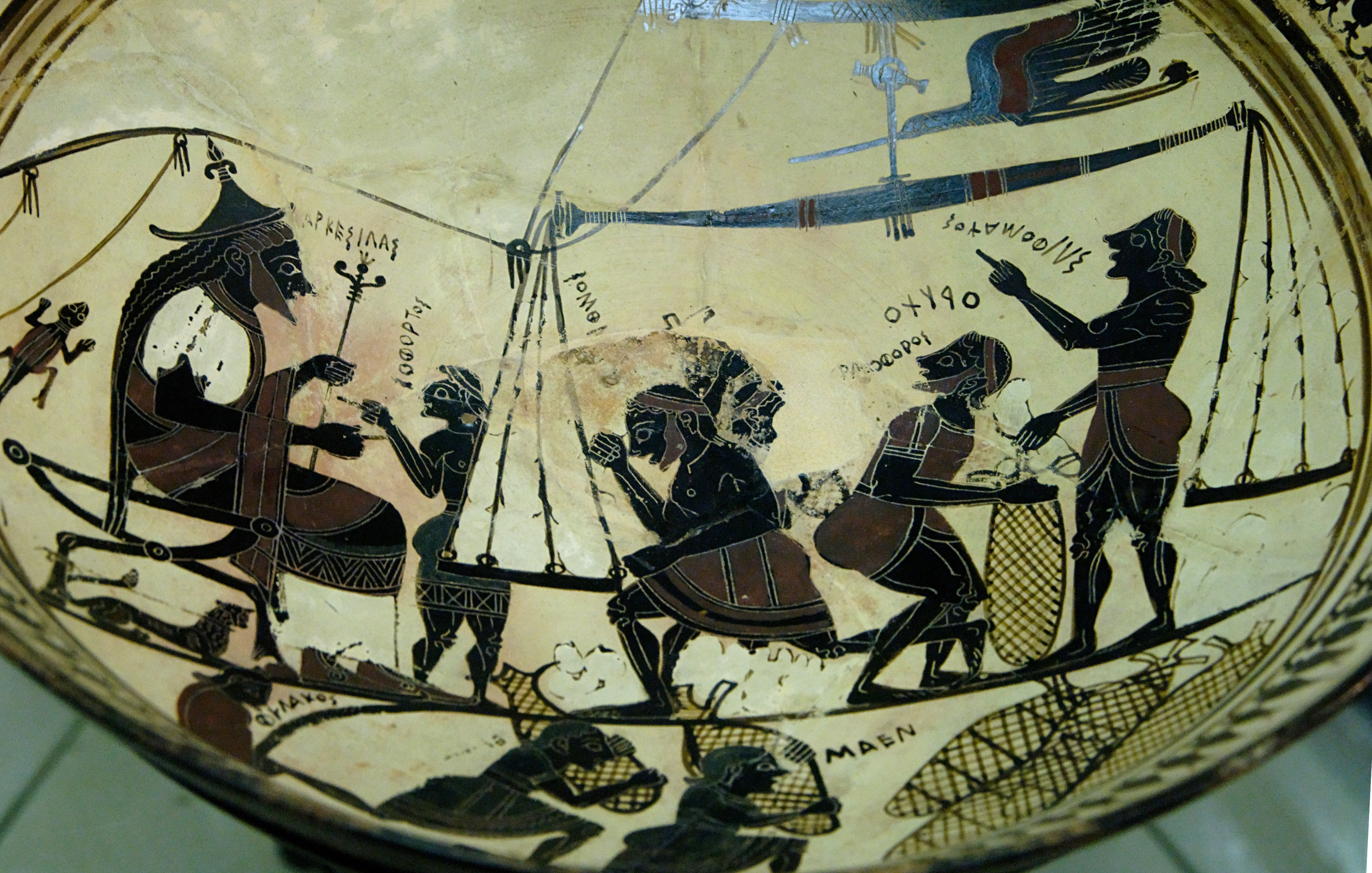
Pintor d'Arcesilau, copa de figures negres, circa 560 ae, Cabinet des Médailles 189

La ceràmica lacònia fa referència a un tipus de ceràmica grega produïda a Lacònia des del segle x abans de la nostra era.
Després dels períodes protogeomètric i geomètric, els artesans laconis no van ser pas massa receptius de les influències orientals. La millor terrisseria lacònia, l'auge de la qual es produí en el segon quart del segle vi ae, ocorregué després de la introducció de la tècnica de les figures negres cap a l'any 620 ae, que els terrissaires laconis van saber interpretar i adaptar a les seues predisposicions i gràcies a la qual competiren amb la ceràmica àtica en els mercats orientals i occidentals.
La terracota lacònia té un color que varia del rosa al marró clar; quan està present, és de color crema i la pintura és d'un sépia profund que s'acosta al negre cap a mitjan segle vi abans de la nostra era, a imitació de la de l'Àtica. Els forts contrasts entre els colors fan que aquests atuells siguen molt vívids, tot i ser executats amb la tècnica de les figures negres.

## Laconi de transició i laconi I
Després d'un període anomenat de «transició» (circa 690-650 ae) sorgí una escola local autònoma (laconi I, al voltant del 650-620 ae) que es va distingir, en els atuells més valuosos, per una decoració característica formada per una banda de quadrats alterns entre dues bandes puntejades, envoltant la boca del got. Les figures, humanes o animals, eren rares i l'ornamentació del farciment escassa. Aquestes dècades van veure la coexistència de la pintura experimental aplicada a grans atuells i una escola de pintura tècnicament excel·lent però conservadora, que es limità a petits recipients, i hi aplicava patrons lineals i abstractes, acceptant el fris animal sols al final del període.

## Primeres figures negres (laconi II,circa620-580 ae)
La gran difusió i l'èxit de la ceràmica coríntia va fer que s'introduís la tècnica de les figures negres a Atenes i a Lacònia, on va nàixer un estil autònom des de la primeria del segle vi abans de la nostra era.
La decoració es caracteritzava per figures negres amb detalls gravats i toques porpres; les motllures i la decoració en relleu hi sovintejaven. En aquest període va començar-ne una modesta exportació i la forma més comuna i estesa n'era la copa. Les figures humanes continuaven sent-hi estranyes i limitades al gorgoneu dins les copes, dibuixades com una línia de contorn. En els frisos d'animals, al contrari de l'ús corinti, es preferien les fileres de la mateixa espècie amb molt poc d'adorn. Entre els millors exemples d'aquesta ceràmica hi ha les copes preservades al Museu Arqueològic Nacional de Tàrent (Pintor de peixos de Tàrent, núm. inv. 4804-06) decorades per dins amb un cercle de peixos al voltant d'una roseta central dins d'un cercle fosc. Fora n'hi ha ocells de silueta típica amb el porpra afegit a les cues baixes. La majoria de gots del Laconi II estaven decorats de manera més senzilla amb bandes geomètriques i de color i amb una sòbria ornamentació vegetal, amb tendència a l'estilització. La filera de quadrats entre dues fileres de punts continuava sent comú per a la zona al voltant del llavi, però el motiu decoratiu que caracteritzà el laconi des del segle vii ae era la filera de magranes a vegades entrellaçades i alternes amb flors de lotus.

## Laconi III i IV,circa580-500 ae

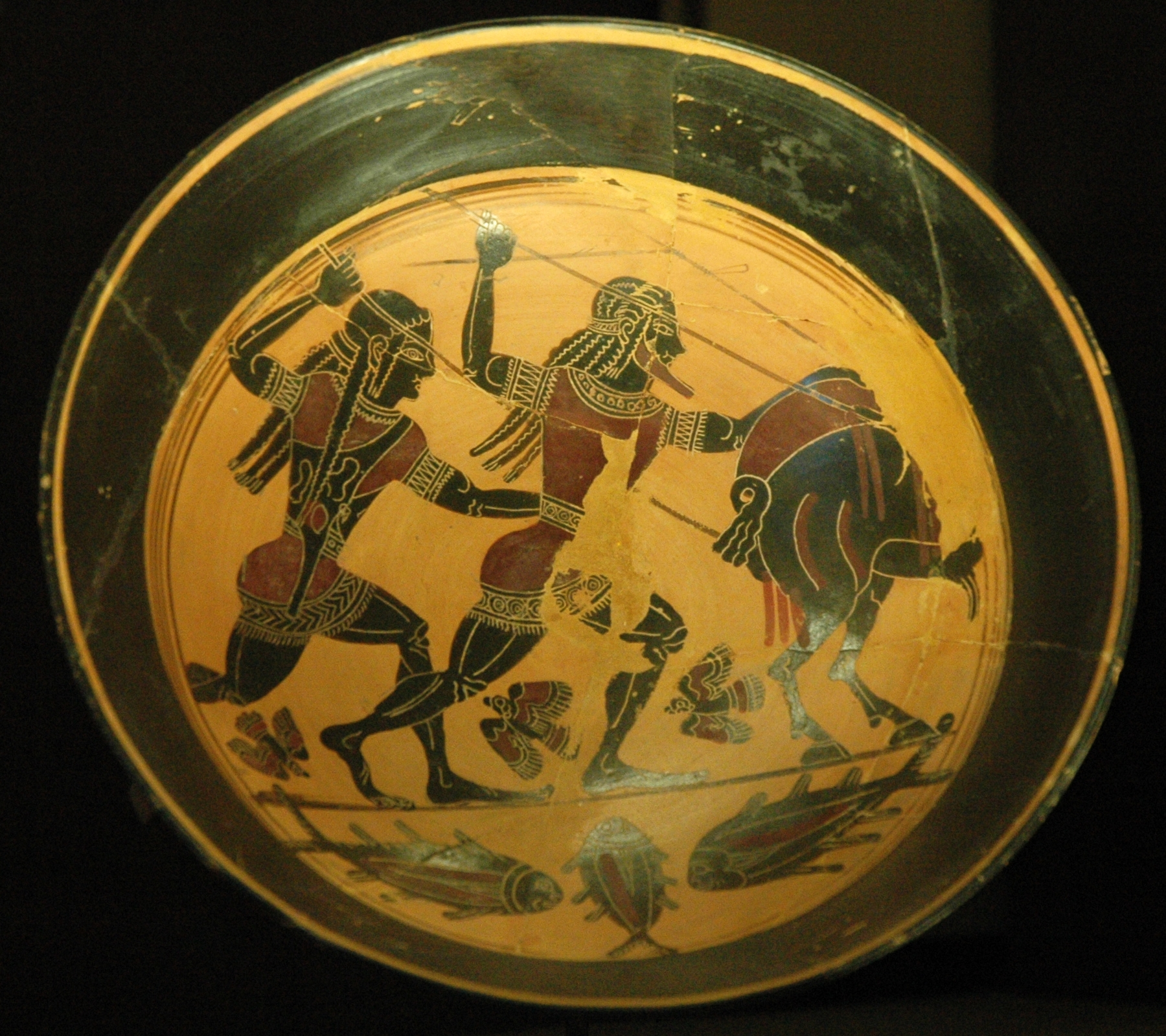
Pintor de la caça, copa lacònia de figures negres, circa 555 ae, Museu del Louvre (E670)

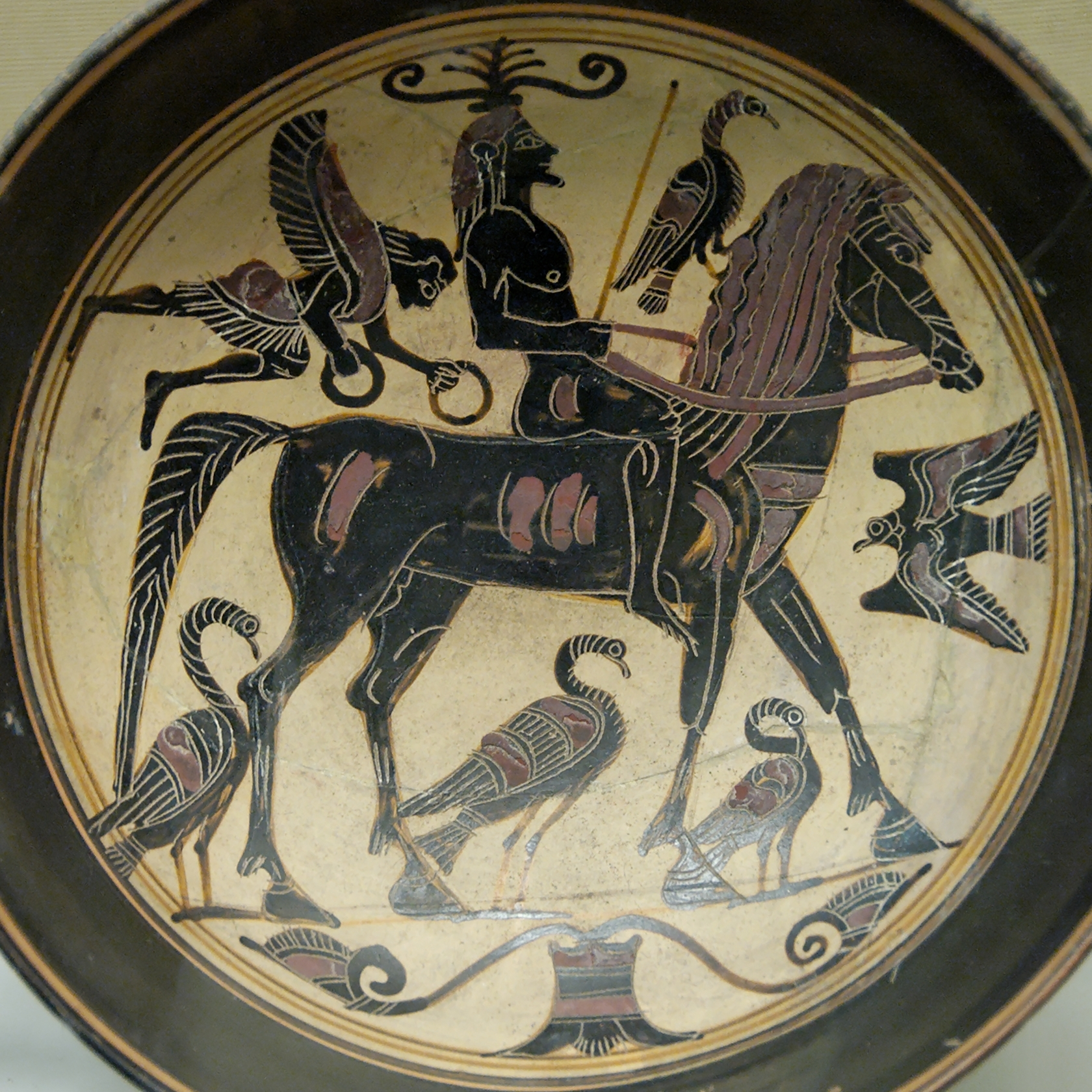
Pintor del genet, copa de figures negres entre 550 i 530 ae, Londres, Museu Britànic, 1842 (0407.7)

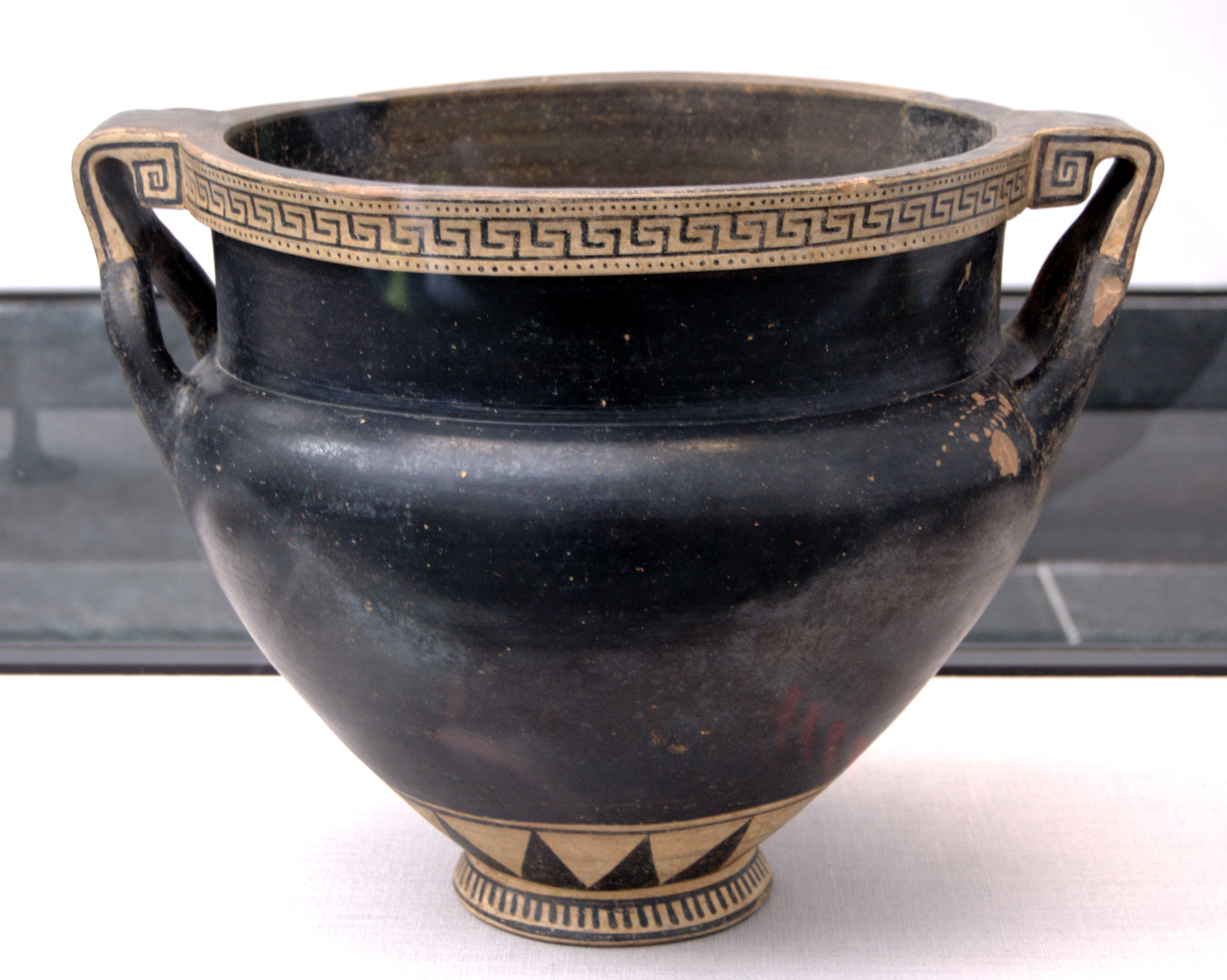
Crater laconi de vernís negre

Aquest va ser el període en què, potser pel buit de mercat deixat per Corint i Atenes en una fase de transició per a tots dos centres de producció, la ceràmica lacònia entrà en una producció que va continuar sent la més coneguda i en què es van identificar personalitats individuals. La importació d'obres corínties fou un factor essencial per al nou curs de la ceràmica lacònia, que aconseguí competir mantenint-se independent, amb un estil propi, sobri i viu.
La copa lacònia era la forma principal i més popular en el mercat. El bol s'havia tornat menys fondo, la tija s'havia allargat i acabava a la part de dalt en una motllura redona. La riquesa de la decoració era comparable a la de les copes de Siana de la ceràmica àtica. El llavi, que s'havia fet més evident, solia cobrir-se d'una eixàrcia de magranes que ocupava el lloc dels quadrats anteriors. El fris de les anses tenia, entre les palmetes horitzontals derivades de models metàl·lics, una banda vegetal dins la qual la flor de lotus mostrava una estilització típica lacònia. El color porpra s'hi continuà afegint lliurement per a augmentar el contrast amb el vernís fosc i l'engalba groga. La tija i el peu eren foscos, tret de la motllura superior i el perfil del peu.
En la copa lacònia la part que més revelava el seu estil nadiu propi era la paret interior del bol amb l'espai totalment decorat; fins i tot a Corint s'aprofitava tot l'espai, però separat en zones concèntriques. Els pintors laconis pintaven l'interior dels bols com ho feien a gran escala, en oposició als tondos de copa atenesa (si més no fins que, a mitjan segle, la influència d'aquesta introduí també el tondo petit a Esparta). L'escena principal era damunt una línia de base horitzontal; la solució més freqüent adoptada per a la decoració de l'exerg, a més d'altres experiments de composició (com ara el cílix del Museu Arqueològic de Rodas (10711), amb la línia de l'exerg dividint l'àrea en dues parts iguals), consistia a omplir l'àrea amb una flor de lotus o animals, peixos o ocells.
Al costat d'aquestes elaborades copes se'n feren d'altres, més petites i senzilles, en què el llavi i el bol estaven poc diferenciats, la tija no tenia motllures i els exemplars més barats es decoraven per dins sols amb un petit medalló.
Els primers pintors identificats dins d'aquesta classe de ceràmica començaren a treballar al voltant del 580 abans de la nostra era, i se'ls ha anomenat el Pintor de Borèades i el Pintor de Nàucratis. El primer era el mestre que havia establert el nou sistema de decoració de les copes amb el seu estil precís i sobri en els detalls; les seues copes es van trobar a Samos, Olímpia i Nàucratis, però no pas a Esparta. El segon, menys auster, va influir en els autors posteriors. El Pintor d'Arcesilau deu el nom a la copa conservada en el Cabinet does Médailles de París (De Ridder 189), que presenta a l'interior una animada escena feta de manera que inclou en la narració l'exerg. El Pintor de la caça és conegut pels característics tondos amb ull de bou amb les figures tallades; era el més dotat dels alumnes del Pintor d'Arcesilau, millor dibuixant que aquest i capaç de donar a la pintura lacònia més realisme.
Els temes se'n prenien de la mitologia i de la vida quotidiana. Alguns temes són únics, com els mites de Prometeu i Atles (Pintor d'Arcesilau, copa de figures negres, 550 ae en el Museu Gregorià etrusc 16592,2), la construcció d'un temple, soldats portant els seus morts a casa (Pintor de la caça, copa de figures negres, circa 550-540 ae, Museus Estatals de Berlín 3404). Es feia molt poc ús del blanc entre els pintors laconis, que no diferenciaven pel color el gènere de les figures, o simplement usaven la línia de contorn per a les dones. La decoració amb figures humanes es feu no sols en cílixs, hídries, craters de volutes i dinos. En alguns casos se'n pot notar la derivació de les formes i decoració de la ceràmica dels originals de metall. En els atuells grossos la decoració se solia fer en bandes estretes des de la boca fins al peu i tendien a accentuar la forma de la peça. El terrissaire i pintor o pintora solien ser la mateixa persona. Els autors que treballaren amb la tècnica de les figures negres també van produir, en major grau, atuells totalment pintats en negre o amb decoracions geomètriques simples, com ara en la paret exterior reservada del llavi dels craters amb petites columnes, molt apreciades per la qualitat de la forma.
La producció dels artistes identificats es destinava sobretot a l'exportació en el mercat exterior, mentre que el mercat proper es proveïa amb productes de menor o diferent qualitat, com ja succeïa amb la producció policroma de la ceràmica protocoríntia. Al voltant de l'any 550 ae la competència amb la ceràmica àtica es feu insuportable i el comerç de la ceràmica lacònia disminuí dràsticament. La producció predominant per al comerç de proximitat es va fer evident ja en les darreres obres del Pintor de la caça i en les dels seus seguidors. La producció lacònia no va sobrepassar el segle vi ae.